# Giovanni Ziggiotto
Giovanni Ziggiotto (Salussola, 22 luglio 1954 – Fiume, 29 giugno 1977) è stato un pilota motociclistico italiano.

## Carriera
Nato a Salussola ma residente a Ivrea, dove gestiva un negozio di moto, Ziggiotto fece il suo esordio nelle corse nel 1974.
L'anno successivo ottenne i suoi primi trionfi con la vittoria del Campionato Italiano della Montagna e del Campionato Italiano Juniores, in entrambi i casi nella classe 50. Passato nella categoria Seniores nel 1976, si riconfermò Campione Italiano della Montagna e fu settimo nell'Italiano Seniores, vincendo la gara di Misano Adriatico, sempre nella 50. Nel 1976 Ziggiotto fece anche il suo esordio iridato, arrivando 13º al GP delle Nazioni della 50.
Nella stagione 1977 fece il suo esordio in 125, grazie alla sponsorizzazione dello scatolificio Elit di Rescaldina. Con una Morbidelli ottenne due quarti posti (in Germania e Spagna) e un sesto posto (in Francia), presentandosi, alla vigilia del GP di Jugoslavia, al quinto posto della classifica iridata.
Ziggiotto si iscrisse alla gara jugoslava, oltre che alla gara della 125, anche a quella della 250 con una Harley-Davidson. Durante le prove della quarto di litro sul Circuito di Abbazia, non riuscì ad evitare lo svedese Per-Edvard Carlsson, caduto poco prima a causa del grippaggio della sua moto. Caduto, il centauro piemontese fu colpito da altri piloti. Trasportato all'ospedale di Fiume con un trauma cranico con frattura della base cranica, la clavicola sinistra e il femore destro fratturati, Ziggiotto sopravvisse undici giorni all'incidente, senza mai riprendere conoscenza, spirando a causa di una polmonite.
La morte di Ziggiotto, assieme a quella di Ulrich Graf, fu decisiva nel causare la chiusura del circuito stradale del Quarnero.

## Risultati nel motomondiale

### Classe 50
| 1976 | Classe | Moto |   |    |    |   |    |   |   |   |   |    |   |   |  | Punti | Pos. |
| ---- | ------ | ---- | - | -- | -- | - | -- | - | - | - | - | -- | - | - |  | ----- | ---- |
| 1976 | 50     | MTK  | - | NE | 13 | - | NE | - | - | - | - | NE | - | - |  | 0     |      |

| Legenda | 1º posto        | 2º posto            | 3º posto            | A punti      | Senza punti        | Grassetto – Pole position Corsivo – Giro più veloce |
| Legenda | Gara non valida | Non qual./Non part. | Ritirato/Non class. | Squalificato | '-' Dato non disp. | Grassetto – Pole position Corsivo – Giro più veloce |

### Classe 125
| 1977 | Classe | Moto       |   |   |   |     |   |   |  |  |  |  |  |    |  | Punti | Pos. |
| ---- | ------ | ---------- | - | - | - | --- | - | - |  |  |  |  |  | -- |  | ----- | ---- |
| 1977 | 125    | Morbidelli | - | - | 4 | Rit | 4 | 6 |  |  |  |  |  | NE |  | 21    | 12º  |

| Legenda | 1º posto        | 2º posto            | 3º posto            | A punti      | Senza punti        | Grassetto – Pole position Corsivo – Giro più veloce |
| Legenda | Gara non valida | Non qual./Non part. | Ritirato/Non class. | Squalificato | '-' Dato non disp. | Grassetto – Pole position Corsivo – Giro più veloce |

### Classe 250
| 1977 | Classe | Moto   |   |    |   |   |    |    |  |  |  |  |  |  |  | Punti | Pos. |
| ---- | ------ | ------ | - | -- | - | - | -- | -- |  |  |  |  |  |  |  | ----- | ---- |
| 1977 | 250    | Yamaha | - | NE | - | - | NQ | NQ |  |  |  |  |  |  |  | 0     |      |

| Legenda | 1º posto        | 2º posto            | 3º posto            | A punti      | Senza punti        | Grassetto – Pole position Corsivo – Giro più veloce |
| Legenda | Gara non valida | Non qual./Non part. | Ritirato/Non class. | Squalificato | '-' Dato non disp. | Grassetto – Pole position Corsivo – Giro più veloce |